# Дарем (парафія, Нью-Брансвік)
Дарем (англ. Durham) — парафія в Канаді, у провінції Нью-Брансвік, у складі графства Рестігуш.

## Населення
За даними перепису 2016 року, парафія нараховувала 1076 осіб, показавши скорочення на 10,9%, порівняно з 2011-м роком. Середня густина населення становила 2,6 осіб/км².
З офіційних мов обидвома одночасно володіли 385 жителів, тільки англійською — 680, тільки французькою — 5. Усього 5 осіб вважали рідною мовою не одну з офіційних.
Працездатне населення становило 40,5% усього населення, рівень безробіття — 27,8% (36,8% серед чоловіків та 16,7% серед жінок). 86,1% осіб були найманими працівниками, а 2,5% — самозайнятими.
Середній дохід на особу становив $28 151 (медіана $19 136), при цьому для чоловіків — $36 065, а для жінок $20 930 (медіани — $26 432 та $16 813 відповідно).
24,1% мешканців мали закінчену шкільну освіту, не мали закінченої шкільної освіти — 48,2%, 27,7% мали післяшкільну освіту, з яких 11,1% мали диплом бакалавра, або вищий.
| Статево-вікова структура населення | Статево-вікова структура населення | Статево-вікова структура населення | Статево-вікова структура населення | Статево-вікова структура населення |
| ---------------------------------- | ---------------------------------- | ---------------------------------- | ---------------------------------- | ---------------------------------- |
|                                    |                                    |                                    |                                    |                                    |
| Всього                             | Всього                             | 49,8%50,2%                         |                                    |                                    |
| 0 — 14 років                       | 0 — 14 років                       |                                    | 7,5%                               | 7,5%                               |
| 15 — 64 років                      | 15 — 64 років                      |                                    | 65,9%                              | 65,9%                              |
| 65 і більше                        | 65 і більше                        |                                    | 26,6%                              | 26,6%                              |
| 85 і більше                        | 85 і більше                        |                                    | 2,3%                               | 2,3%                               |
| Середній вік (років)               | Середній вік (років)               | 51,751,1                           | 51,4                               | 51,4                               |
| Медіана (років)                    | Медіана (років)                    | 55,855,5                           | 55,6                               | 55,6                               |
| — чоловіки — жінки                 |                                    |                                    |                                    |                                    |

| Походження мешканців:     | Походження мешканців:     | Походження мешканців: | Походження мешканців: | Походження мешканців: |
| ------------------------- | ------------------------- | --------------------- | --------------------- | --------------------- |
| Походження                |                           |                       | осіб                  | %                     |
| Корінні американці        | Корінні американці        |                       | 200                   | 19.14%                |
| Інше північноамериканське | Інше північноамериканське |                       | 755                   | 72.25%                |
| Європейське               | Європейське               |                       | 535                   | 51.2%                 |
| британське                | британське                |                       | 410                   | 39.23%                |
| французьке                | французьке                |                       | 435                   | 41.63%                |

| Зайнятість населення за галузями (за класифікацією NOC): | Зайнятість населення за галузями (за класифікацією NOC): | Зайнятість населення за галузями (за класифікацією NOC): | Зайнятість населення за галузями (за класифікацією NOC): | Зайнятість населення за галузями (за класифікацією NOC): |
| -------------------------------------------------------- | -------------------------------------------------------- | -------------------------------------------------------- | -------------------------------------------------------- | -------------------------------------------------------- |
|                                                          |                                                          |                                                          |                                                          |                                                          |
| Управління                                               | Управління                                               |                                                          | 2,9%                                                     | 2,9%                                                     |
| Бізнес, фінанси та адміністрування                       | Бізнес, фінанси та адміністрування                       |                                                          | 8,6%                                                     | 8,6%                                                     |
| Охорона здоров'я                                         | Охорона здоров'я                                         |                                                          | 14,3%                                                    | 14,3%                                                    |
| Освіта, правозахист, муніципальні та урядові служби      | Освіта, правозахист, муніципальні та урядові служби      |                                                          | 14,3%                                                    | 14,3%                                                    |
| Роздрібна торгівля та послуги                            | Роздрібна торгівля та послуги                            |                                                          | 21,4%                                                    | 21,4%                                                    |
| Гуртова торгівля, транспорт та обладнання                | Гуртова торгівля, транспорт та обладнання                |                                                          | 25,7%                                                    | 25,7%                                                    |
| Природні ресурси, сільське господарство                  | Природні ресурси, сільське господарство                  |                                                          | 8,6%                                                     | 8,6%                                                     |
| Виробництво                                              | Виробництво                                              |                                                          | 7,1%                                                     | 7,1%                                                     |

## Клімат
Середня річна температура становить 3,4°C, середня максимальна – 21,8°C, а середня мінімальна – -18°C. Середня річна кількість опадів – 1 076 мм.
| Клімат поселення                              | Клімат поселення | Клімат поселення | Клімат поселення | Клімат поселення | Клімат поселення | Клімат поселення | Клімат поселення | Клімат поселення | Клімат поселення | Клімат поселення | Клімат поселення | Клімат поселення | Клімат поселення |
| Показник                                      | Січ.             | Лют.             | Бер.             | Квіт.            | Трав.            | Черв.            | Лип.             | Серп.            | Вер.             | Жовт.            | Лист.            | Груд.            |                  |
| Середній максимум, °C                         | −5,95            | −4,6             | 0,99             | 7,46             | 14,56            | 20,40            | 21,84            | 20,93            | 15,84            | 9,82             | 3,60             | −4,18            |                  |
| Середня температура, °C                       | −11,96           | −10,62           | −5,03            | 1,44             | 8,54             | 14,36            | 17,94            | 17,02            | 11,93            | 5,93             | −0,29            | −8,08            |                  |
| Середній мінімум, °C                          | −17,97           | −16,64           | −11,04           | −4,59            | 2,53             | 8,36             | 14,04            | 13,12            | 8,02             | 2,02             | −4,2             | −11,98           |                  |
| Норма опадів, мм                              | 88               | 62               | 80               | 82               | 96               | 92               | 107              | 105              | 85               | 96               | 93               | 90               |                  |
| Середньомісячна швидкість вітру, м/с          | 4.56             | 4.54             | 4.49             | 4.24             | 3.92             | 3.60             | 3.24             | 3.28             | 3.58             | 4.02             | 4.24             | 4.44             |                  |
| Середньомісячна сонячна радіація, кДж/м²·день | 4919             | 8375             | 12243            | 15550            | 18376            | 20206            | 19573            | 17184            | 12543            | 7736             | 4589             | 3727             |                  |
| --------------------------------------------- | ---------------- | ---------------- | ---------------- | ---------------- | ---------------- | ---------------- | ---------------- | ---------------- | ---------------- | ---------------- | ---------------- | ---------------- | ---------------- |
| Джерело:                                      |                  |                  |                  |                  |                  |                  |                  |                  |                  |                  |                  |                  |                  |